# Mads Andersen
Mads Christian Kruse Andersen (ur. 25 marca 1978 w Lolland) – duński wioślarz, złoty medalista w wioślarskiej czwórce bez sternika podczas wagi lekkiej podczas Letnich Igrzysk Olimpijskich w Pekinie.

## Osiągnięcia
- Mistrzostwa Świata – Mediolan 2003 – dwójka wagi lekkiej – 1. miejsce[1].
- Mistrzostwa Świata – Eton 2006 – ósemka wagi lekkiej – 4. miejsce[1].
- Mistrzostwa Świata – Monachium 2007 – czwórka bez sternika wagi lekkiej – 6. miejsce[1].
- Igrzyska Olimpijskie – Pekin 2008 – czwórka bez sternika wagi lekkiej – 1. miejsce[1].